# Muttelsee (See)
Der Muttelsee ist ein Gewässer im Gebiet der baden-württembergischen Stadt Tettnang im Bodenseekreis in Deutschland.

## Lage und Größe
Der See liegt rund achteinhalb Kilometer südöstlich der Tettnanger Stadtmitte, nördlich des gleichnamigen Ortsteils Muttelsee in einem Landschaftsschutzgebiet (FFH-Gebiet) auf einer Höhe von 491,9 m ü. NHN und ist in Besitz der Wasserversorgung Degerseegruppe.
Die Größe des Seebeckens beträgt 8,2 Hektar (etwa 375 Meter × 330 Meter), seine maximale Tiefe liegt bei 6,5 Meter, die durchschnittliche Tiefe beträgt 3,4 Meter; daraus ergibt sich ein Seevolumen von 275.000 Kubikmetern. Die etwa 1,1 Kilometer lange Uferzone ist flach und mit den für Verlandungszonen typischen Pflanzen bewachsen. Das Einzugsgebiet des Muttelsees umfasst etwa 35 Hektar; davon sind zehn Prozent Wälder und 90 Prozent für die Landwirtschaft (davon 90 Prozent Grünland sowie je fünf Prozent Ackerland und Hopfen) genutzte Flächen.
Der See und die ihn umgebenden Verlandungsbereiche (insgesamt 11,165 Hektar) sind seit Mai 1995 als Biotop (Biotop-Nummer 183244356591) unter besonderen Naturschutz gestellt.

## Entstehung
Wie die in der Nähe liegenden Deger-, Wielands- und Schleinsee entstand der Muttelsee gegen Ende der letzten Eiszeit vor circa 16.000 Jahren in einem Toteisloch. Die Zuflüsse des Sees bestehen aus Drainwasser und mehreren seeinternen Quellen. Über den Nonnenbach fließt das Wasser des Muttelsees in den Bodensee und damit in das Flusssystem des Rheins.

## Biologie
| Jahr                                                      | 1990   | 1994   | 1999* | 2006   | 2011  | 2016  | 2021  |
| Gesamt PO4-Phosphor (µg/l)                                |        | 128,00 | 72,00 | 94,00  | 66,00 | 48,00 | 45,00 |
| Chlorophyll a (µg/l)                                      | 69,00  | 55,00  | 32,00 | 51,00  |       |       |       |
| Chlorophyll a-Spitze (µg/l)                               | 116,00 | 124,00 | 59,00 | 105,00 |       |       |       |
| anorg. Gesamt-Stickstoff (mg/l)                           |        |        |       | 0,24   |       |       |       |
| Sichttiefe (m)                                            | 0,80   | 0,80   | 1,20  | 0,90   |       |       |       |
| Trophiestufe                                              |        |        |       |        |       |       | e2    |
| * = nur Oberflächenwasser, sonst Jahresdurchschnittswerte |        |        |       |        |       |       |       |

### Flora
Das gesamte Ufer ist von Schilfröhricht umgeben. Des Weiteren wachsen hier unter anderem die Weiße Seerose (Nymphaea alba), die Gelbe Teichrose (Nuphar lutea), das Große Nixenkraut (Najas marina) und das Krause Laichkraut (Potamogeton crispus).

### Fauna
Bis 1993 waren Aal, Barsch, Hecht, Karpfen, Rotauge, Rotfeder, Schleie, Wels und Zander im See vorhanden.